# Ekkehard Fasser
Ekkehard Fasser (* 3. September 1952 in Glarus; † 8. April 2021) war ein Schweizer Leichtathlet und Bobfahrer.

## Karriere
Als Jugendlicher war Fasser Leichtathlet. In den 1970er Jahren betrieb er Hochsprung (Bestleistung: 1,98 m), Weitsprung (Bestleistung: 6,94 m) und Kugelstossen (Bestleistung: 7 ¼ kg; 14,52 m).
Im Alter von 26 Jahren wechselte Fasser zum Bobsport. Als Anschieber von Ralph Pichler gewann er 1978 bei der Junioren-WM in Winterberg die Silbermedaille. 1981 wurde er das B-Kader der Schweizer Nationalmannschaft berufen. Ein Jahr später nahm Fasser an seinen ersten Rennen im Weltcup und bei der Weltmeisterschaft teil. 1983 konnte er im Viererbob mit Hans Märchy, Kurt Poletti und Rolf Strittmatter sowohl den Weltmeister- als auch den Europameistertitel gewinnen. Bei den Olympischen Winterspielen 1984 belegte das Quartett im Viererbob-Wettkampf den vierten Platz. In der Weltcup-Saison 1985/86 siegte er in der Viererbob-Wertung. Bei den Olympischen Winterspielen 1988 in Calgary startete Fasser mit Kurt Meier, Marcel Fässler und Werner Stocker erneut im Viererbob-Wettkampf. Nach dem ersten Lauf lag der Schweizer Bob jedoch mit über einer halben Sekunde auf dem siebten Platz. Doch in den folgenden zwei Läufen zeigte Fasser zwei gute Läufe. Dank einem schlechten Lauf von Wolfgang Hoppe aus der DDR gingen die Schweizer mit einem Vorsprung von 0,16 Sekunden in den letzten Lauf, verteidigten ihren Vorsprung und krönten sich somit zu Olympiasiegern. Nach dem Wettkampf beendete Fasser seine Karriere als Bobfahrer.
Nach dem Ende seiner Aktivkarriere engagierte sich Fasser weiter im Bobsport und war von 2015 bis 2019 Finanzchef des Schweizerischen Verbandes Swiss Sliding. Beruflich war Fasser als selbständiger Bauleiter und Immobilienverwalter tätig.
Im April 2021 starb Fasser im Alter von 68 Jahren nach kurzer, schwerer Krankheit.